# 2022년 문제
2022년 문제(영어: Y2K22)는 YYMMDDhhmm 형식으로 날짜를 저장하는 서버가 2022년 1월 1일이 되면서 32비트 형식에서 오버플로 된 현상을 뜻한다.
32비트에서 저장할 수 있는 최대 숫자는 2147483647인데, 2021년 12월 31일 23:59는 2112312359로 이보다 작지만 2022년 1월 1일 자정으로 넘어가면 2201010000이 되어 32비트 형식에서 저장할 수 있는 최대 숫자를 넘어버려 오버플로 문제가 발생한다.

## 피해
마이크로소프트 익스체인지 서버에서 메시지가 대기열에 갇혀 보내지지 않는 현상이 일어났다.
2022년 1월 2일 회사 측은 "이 문제는 연도의 변화에 따른 날짜 확인 실패와 관련이 있으며 AV 엔진 자체의 고장이 아니다."라고 밝히며 임시 해결책을 발표했다.
혼다 기연공업과 아큐라 자동차의 내비게이션 시계가 2002년 1월 1일로 재설정 되는 피해가 발생했다. 혼다와 아큐라 자동차 소유주들은 혼다 파일럿, 오디세이, CRV, 리지라인, 오디세이, 아큐라 MDX, RDX, CSX, TL 등 거의 모든 구형 모델에 영향을 미친다고 보고했다.
혼다 측은 이 문제가 2022년 8월 이후 자동으로 해결될 것이라고 밝혔다.